# Mischocyttarus piger
Mischocyttarus piger är en getingart som beskrevs av Richards 1945. Mischocyttarus piger ingår i släktet Mischocyttarus och familjen getingar. Inga underarter finns listade i Catalogue of Life.